# Уоррен, Гарри
Гарри Уоррен (итал. Salvatore Antonio Guaragna, 24 декабря 1893, Бруклин, Нью-Йорк — 22 сентября 1981[…], Лос-Анджелес, Калифорния) ― американский композитор и лирик. Уоррен стал первым успешным американским автором песен, который писал музыку для кино. Он является лауреатом трех премий Оскар за сочинение песен «Lullaby of Broadway», «You’ll Never Know» и «On the Atchison, Topeka and the Santa Fe». Он написал музыку для хитового мюзикла "42-я улица.
За свою карьеру Уоррен написал более 800 песен. Другие известные хиты Уоррена включают «I Only Have Eyes for You», «You Must Have Been a Beautiful Baby», «Jeepers Creepers», «That’s Amore», «At Last» и «Чаттануга Чу-чу» (последняя из которых стал первой золотой пластинкой в истории). Он был одним из самых талантливых кинокомпозиторов США и его песни были показаны в более чем 300 фильмах.

## Юность
Гарри Уоррен родился в семье итальянских иммигрантов Антонио и Рэйчел Де Лука Гуаранья одним из одиннадцати детей в Бруклине, штат Нью-Йорк. Его отец сменил фамилию на Уоррен, когда Гарри был ребёнком. Он рано заинтересовался музыкой и научился играть на аккордеоне своего отца. Гарри также пел в церковном хоре. В возрасте 14 лет Уоррен начал играть на барабанах. Он бросил среднюю школу в 16 лет, чтобы играть с группой своего крестного отца в передвижном парке развлечений. Вскоре Гарри научился играть на пианино. В 1915 году он работал в киностудии Витаграф, где выполнял различные административные функции, такие как реквизитор, а также развлекал актёров, играя на пианино. Кроме того, он играл в эпизодических ролях и в конце концов стал помощником режиссёра. Уоррен выступал в кафе и кинотеатрах немого кино. В 1918 году он поступил на службу в Военно-морские силы США, где начал писать песни.

## Карьера
Уоррен написал более 800 песен в период с 1918 по 1981 год. Они были написаны в основном для 56 художественных фильмов. Его песни были использованы в более чем 300 фильмах. 42 его песни были в первой десятке списка радиопрограммы «Ваш хит-парад». 21 из них достигла 1-го места в «Вашем Хит-параде». Уоррен был директором ASCAP с 1929 по 1932 год.
Он сотрудничал над некоторыми из своих самых известных песен с лириками Элом Дубином, Билли Роузом, Маком Гордоном, Лео Робином, Айрой Гершвином и Джонни Мерсером. В 1942 году песня «Чаттануга Чу-чу» в исполнении оркестра Гленна Миллера стала первой золотой пластинкой в истории. Она находилась на 1-м месте в течение девяти недель в чарте поп-синглов Billboard в 1941—1942 годах, продав 1,2 миллиона копий . Среди его самых крупных хитов были «I Only Have Eyes for You», «You Must Have Been a Beautiful Baby», «Jeepers Creepers», «That’s Amore» и «At Last».

## Личная жизнь
В 1917 году Уоррен женился на Джозефине Венслер. У них родились сын Гарри-младший (1919—1938) и дочь Джоан (р. 1925). Джозефина умерла в 1993 году.

## Смерть
Уоррен умер 22 сентября 1981 года в Лос-Анджелесе. Он похоронен на кладбище мемориального парка Вествуд-Виллидж. На табличке с эпитафией Уоррена изображены первые несколько нот песни «You’ll Never Know».
Театр в Бруклине, штат Нью-Йорк, назван в честь Уоррена.